# Капорова школица
Капорова школица је књига српског новинара, уредника и публицисте Александра Ђуричића објављена 2022. године у издању "Вукотић медие" из Београда.

## О аутору
Александар Ђуричић је рођен 1972. године у Подгорици. Живи и ствара у Београду. Као новинар и уредник радио је у многим магазинима. До сада је објавио књиге После фајронзта - Књига о Паји (2009), Чуваркуће, удовице писаца (2018), Тајне славних Срба (2019), Глоги (2021) и Капорова школица (2022). Аутор је и неколико награђених прича.

## О књизи
Капорова школица је збирка сведочења свих оних који до сада нису говорили о једном од најконтроверзнијих српских писаца.
Књига Капорова школица је вешто испреплетена прича о једном од најомиљенијих, али и најконтроверзнијих српских писаца Моми Капору. Кроз књигу се смењују сведочења оних који до сада ниси говорили о Моми Капору. Ту је исповест његовог ујака који га је као четворогодишњег дечака извукао испод мртвог мајчиног тела у бомбардованом Сарајеву, и тако му први пут спасао живот, уз вртлог емоција брата од стрица, са којим је провео детињство. У књизи су први пут објављена Капорова љубавна писма, које је као студент сликарства писао својој девојци Весни. У њима се већ тада назире назире лирика која ће га начинити књижевном звездом бивше Југославије.
Књига говори и о томе како је био екслузивни увозник америчке културе, и распојасаним њујоршким данима, разузданом љубавном животу. Доноси и причу о романси са Јелисаветом Карађорђевић која му је била рол модел за главну јунакињу романа „Зое“. Говори и о томе како је од писца у траперицама постао писац у маскирној униформи и то је било његово ново поглавље професионалног живота. Симпатије према Радовану Караџићу однела му је део публике, али је донела нова искуства које је претакао у незаборавне приче које су плениле.
Приказане су Капорове сликарске пустоловине, бесане ноћи и борављење по туђим атељеима, док није направио свој, у који је уткао вештине највећих мајстора платна својеврсна су школица за све који се нађу пред штафелајем. А распон тог цртачког упијања и тражења сеизмографа душе је велики: од гимназијских професора до Стојана Аралице, Пеђе Милосављевића и Миће Поповића.
Посебно поглавље у књизи јесте о човеку који је имао апсолутни слух за пријатељство и био сабрат са Данилом Кишом, Зуком Џумхуром, Либером Марконијем, Ољом Ивањицки, Матијом Бећковићем, Видом Огњеновић, Михизом, Игором Мандићем, Арсеном Дедићем и свим људима који су се нашли на овом балканском простору. О томе како су се рушиле и обнављале куле од тих емотивних карата причају они који су до сада ћутали.
Капорова школица је и својеврстан хедонистички мени, где се преплићу догодовштине из кафана са београдске Чубуре са оним са Менхетна, и где се исконско уживање служи уместо десерта. Капор је доста писао о себи, цедио је из својих искустава, али овде је први пут објављена његова истинска биографија.